# Monty Banks
Monty Banks, pseudonimo di Mario Bianchi (Cesena, 18 luglio 1897 – Arona, 7 gennaio 1950), è stato un attore, regista e produttore cinematografico italiano con cittadinanza statunitense, attivo a Hollywood e nel Regno Unito nella prima metà del Novecento.
In alcuni suoi film veniva accreditato anche come Montague Banks e William Montague.

## Biografia
Nato a Cesena nel 1897, Monty Banks era figlio di povera gente: i suoi genitori (Leopoldo Bianchi e Giacinta Pieri) avevano gestito in città prima un'osteria poi un negozio di frutta e verdura. Nella città romagnola, visse in quella che oggi è via Ancona. Mario Bianchi emigrò giovanissimo prima in Inghilterra e poi negli Stati Uniti, dove iniziò la sua carriera artistica come ballerino a New York. Notato dal produttore Mack Sennett, cominciò a recitare come attore comico. La sua prima apparizione sullo schermo risale al 1916 in Cold Hearts and Hot Flames, un corto di John G. Blystone: nei titoli, apparve il nome di Monty Banks. Dopo questa prima prova, ritornò a Mario Bianchi nome che usò continuativamente fino al 1918, quando ritornò a Monty Banks per A Scrap of Paper, una comica di Roscoe 'Fatty' Arbuckle. Da quel momento, in quasi tutti i suoi film tranne un paio di casi, apparve sempre con il nuovo nome. Diventò anche produttore: nel 1922 la sua compagnia Monty Banks Productions Inc. produsse Six A.M. di Ben F. Wilson.
In seguito, diresse e interpretò numerosi film brillanti, fra cui Racing Luck (1924) e Keep Smiling (1925), e scrisse sceneggiature e soggetti di film. Uno di questi, Play Safe (1927), che interpretò sotto la regia di Joseph Henabery, gli diede la notorietà anche come scrittore di testi.
Con l'arrivo del cinema sonoro, il suo forte accento italiano lo danneggiò nella recitazione, portandolo a privilegiare l'attività di regista e di sceneggiatore a discapito della sua carriera di attore. Nel 1929 si trasferì in Gran Bretagna, dove lavorò come attore e regista: girò Adam's Apple (1928), Atlantic (1929), il suo maggior successo come interprete, The Compulsory Husband (1930), The Wife's Family (1932) e La moglie domata (1934).
Il 29 aprile 1932, divorziò dalla moglie Gladys Frazin che più tardi, nel 1939, si suiciderà. Nel 1935, Banks incontrò Gracie Fields, attrice e cantante di varietà, che sposò nel 1940 e che sarà interprete di alcuni dei suoi film.
Il più grande successo da regista di Banks fu No Limit (1935), cui seguirono Your Seats Please! (1937) e Smiling Along (1938). Essendo di nazionalità italiana, durante la seconda guerra mondiale Banks avrebbe potuto rientrare tra gli "stranieri nemici" della Gran Bretagna. Per evitare il rischio di venire internato, lasciò le isole britanniche e si trasferì prima in Canada e poi negli Stati Uniti, che, al momento, erano ancora un paese neutrale. Negli USA, Banks diresse Stan Laurel e Oliver Hardy in Ciao amici! (1941), usando il nome Montague Banks.
La sua ultima apparizione fu nel 1945 in Una campana per Adano di Henry King.
Oltre alla fama internazionale, ottenuta con i successi cinematografici, nella sua città natale è ricordato come filantropo per i bisognosi. Da ricordare in proposito quanto riportato nel 1950 sul Giornale dell’Emilia: “Si è prodigato in innumerevoli opere di beneficienza che lo ricorderanno lungamente. Nonostante la sua intensa attività in lontani paesi, è sempre rimasto vicino agli uomini della sua terra.” Nell’anno successivo lo stesso giornale annunciò che: “Presto nella sua residenza cesenate, in quel di Belvedere, dovrà sorgere una istituzione di beneficienza che del generoso artista perpetuerà la memoria”. A tale proposito don Dino Cedioli, artefice coraggioso della realizzazione dell’Istituto Medico PsicoPedagogico Pio XII che sorge nell’ex-proprietà di questo artista ha testimoniato: “Ho conosciuto Mario Bianchi nel 1947. Fui chiamato da lui per organizzare un’assistenza ai bambini poveri di Cesena. Eravamo nel dopoguerra; allora le iniziative di carattere assistenziale erano carenti, le necessità erano molte e quindi lui si preoccupò di fare qualche cosa per i bambini che andavano a scuola. Mi chiese se potevo fare una mensa per i bambini più bisognosi. Disse: “Faccia questa mensa, durante tutto l’inverno, per il periodo scolastico; scelga un determinato numero di bambini della città e quando ritornerò provvederò a saldare tutto il conto.” Noi l’abbiamo organizzata. Assistevamo durante l’inverno, circa un centinaio di ragazzi, ogni giorno. Poi quando egli ritornava, in primavera, invitava tutti i bambini quassù nella sua villa e preparava per loro una festicciola con una bella merenda.”
Banks ottenne anche la cittadinanza statunitense, ma mantenne quella italiana. Morì ad Arona il 7 gennaio 1950, all'età di 52 anni, in seguito a un attacco cardiaco, mentre viaggiava in treno da Londra per tornare a Cesena.

## Filmografia parziale

### Attore
- Cold Hearts and Hot Flames, regia di John G. Blystone - cortometraggio (1916)
- The Purple Mask, regia di Grace Cunard, Francis Ford  - serial, con il nome Mario Bianchi (1916)
- His Criminal Career, regia di Ferris Hartman - cortometraggio, con il nome Mario Bianchi (1917)
- His Widow's Might, regia di Henry Kernan - cortometraggio, con il nome Mario Bianchi (1917)
- Aired in Court, regia di John Francis Dillon - cortometraggio, con il nome Mario Bianchi (1917)
- His Hidden Talent, regia di Reggie Morris - cortometraggio, con il nome Mario Bianchi (1917)
- A Warm Reception, regia di	Will Louis e Oliver Hardy - con il nome Mario Bianchi (1917)
- Roaring Lions and Wedding Bells - con il nome Mario Bianchi (1917)
- A Scrap of Paper, regia di Roscoe 'Fatty' Arbuckle - cortometraggio (1918)
- The Geaser of Berlin (1918)
- Roaring Lions on the Midnight Express, regia di Henry Lehrman (1918)
- The Sheriff, regia di Roscoe 'Fatty' Arbuckle - con il nome Mario Bianchi (1918)
- Camping Out (1919)
- Love  - con il nome Mario Bianchi (1919)
- Ridolini droghiere (The Grocery Clerk) (1919)
- Too Much Johnson, regia di Donald Crisp (1919)
- Don't Park Here (1920)
- A Hero 'n Everything (1920)
- Duck Inn (1920)
- His Naughty Night (1920)
- Rare Bird (1920)
- Flivver Wedding (1920)
- Nearly Married (1920)
- Kidnapper's Revenge (1921)
- A Bedroom Scandal (1921)
- His Dizzy Day (1921)
- Where Is My Wife? (1921)
- His First Honeymoon (1921)
- Bride and Gloom, regia di Alfred J. Goulding (1921)
- Peaceful Alley (1921)
- In and Out (1921)
- Squirrel Food (1921)
- Fresh Air (1921)
- Cleaned and Dry (1921)
- Pure But Simple (1922)
- Love Taps (1922)
- Brilliantine the Bull Fighter (1922)
- Six A.M. (1922)
- Bangin' Around (1923)
- Oil's Well (1923)
- East Is Worst (1923)
- Quiet Vacation (1923)
- Cold Reception (1923)
- Paging Love (1923)
- The Covered Schooner (1923)  - il ragazzo
- The Southbound Limited (1923)
- Taxi Please (1923)
- Always Late (1923)
- Boy in Blue (1924)
- Hot Sands (1924)
- Wedding Bells (1924)
- Pay or Move (1924)
- Racing Luck, regia di Herman C. Raymaker (1924)
- The Golf Bug, regia di Herman C. Raymaker (1924)
- Africa F.O.B. (1925)
- Keep Smiling, regia di Albert Austin, Gilbert Pratt (1925)
- Atta Boy, regia di Edward H. Griffith (1926)
- Chasing Choo Choos (1927)
- Play Safe (1927)
- Horse Shoes, regia di Clyde Bruckman (1927)
- Flying Luck (1927)
- A Perfect Gentleman, regia di Clyde Bruckman (1928)
- Adam's Apple, regia di Tim Whelan (1928)
- Week-End Wives (1929)
- Atlantic (1929)
- The Compulsory Husband (1930)
- Old Soldiers Never Die (1931)
- The Wife's Family (1931)
- Not So Quiet on the Western Front (1932)
- Kiss Me Sergeant (1932)
- Quattrini a palate (Money for Nothing) (1932)
- Hold 'Em Jail (1932)
- For the Love of Mike (1932)
- Leave It to Me (1933)
- Heads We Go (1933)
- La moglie domata (You Made Me Love You) (1933)
- The Girl in Possession (1934)
- The Church Mouse (1934)
- Tonight's the Night: Pass It On (1934)
- Falling in Love (1935)
- So You Won't Talk (1935)
- Man of the Moment (1935)
- No Limit (1935)
- Queen of Hearts (1936)
- Shipyard Sally (1939)
- Olympic Honeymoon (1940)
- Sangue e arena (Blood and Sand), regia di Rouben Mamoulian (1941) (con il nome William Montague)
- Una campana per Adano (A Bell for Adano), regia di Henry King (1945)

### Regista
- Hot Sands (1924)
- Amateur Night in London  (1925)
- Cocktails (1928)
- Why Sailors Leave Home (1930)
- The Black Hand Gang (1930)
- Eve's Fall (1930)
- The Compulsory Husband (1930)
- The New Waiter (1930)
- The Musical Beauty Shop (1930)
- The Jerry Builders (1930)
- Almost a Honeymoon (1930)
- His First Car (1930)
- What a Night! (1931)
- Old Soldiers Never Die (1931)
- The Wife's Family (1931)
- Poor Old Bill (1931)
- Not So Quiet on the Western Front (1932)
- L'amour et la veine (1932)
- Kiss Me Sergeant (1932)
- Quattrini a palate (Money for Nothing) (1932)
- For the Love of Mike (1932)
- Leave It to Me (1933)
- Heads We Go (1933)
- La moglie domata (You Made Me Love You) (1933)
- The Girl in Possession (1934)
- The Church Mouse (1934)
- Father and Son (1934)
- Tonight's the Night: Pass It On (1934)
- Falling in Love (1935)
- 18 Minutes (1935)
- Hello, Sweetheart (1935)
- Man of the Moment (1935)
- No Limit (1935)
- Keep Your Seats, Please (1936)
- Queen of Hearts (1936)
- We're Going to Be Rich (1938)
- Keep Smiling (1938)
- Shipyard Sally (1939)
- Ciao amici! (Great Guns) con il nome Montague Banks (1941)

### Produttore
- Six A.M., regia di Ben F. Wilson - produttore (1922)
- Bangin' Around, regia di Ben F. Wilson - produttore (1923)
- Oil's Well, regia di Ben F. Wilson - produttore (1923)
- Pay or Move, regia di Harry Edwards - produttore esecutivo, non accreditato (1924)
- The Golf Bug, regia di Herman C. Raymaker - produttore esecutivo, non accreditato (1924)
- Keep Smiling, regia di Albert Austin, Gilbert Pratt - produttore (1925)
- Atta Boy, regia di Edward H. Griffith - produttore esecutivo (1926)
- Chasing Choo Choos - produttore esecutivo (1927)
- Play Safe, regia di Joseph Henabery - produttore esecutivo (1927)
- Horse Shoes, regia di Clyde Bruckman - produttore esecutivo (1927)
- Flying Luck, regia di Herman C. Raymaker - produttore (1927)
- What a Night!, regia di Monty Banks - produttore (1931)
- Old Soldiers Never Die, regia di Monty Banks - produttore (1931)

### Sceneggiatore
- Amateur Night in London, regia di Monty Banks - sceneggiatura (1925)
- Keep Smiling, regia di Albert Austin, Gilbert Pratt - storia (1925)
- Chasing Choo Choos - storia (1927)
- Play Safe di Joseph Henabery - storia (1927)
- Horse Shoes, regia di Clyde Bruckman - storia e sceneggiatura (1927)
- Flying Luck di Herman C. Raymaker (USA, 1927)  (storia)
- Almost a Honeymoon di Monty Banks (UK, 1930) (sceneggiatore)
- The Tenderfoot di Ray Enright (USA, 1932) (adattamento)
- The Girl in Possession di Monty Banks (UK, 1934) (sceneggiatore)
- Olympic Honeymoon di Alfred J. Goulding (UK, 1940) (sceneggiatore)